# 15088 Licitra
15088 Licitra este o planetă minoră (asteroid) din centura de asteroizi. A fost descoperită pe 10 februarie 1999 la Experimental Test Site⁠(d) de Lincoln Near-Earth Asteroid Research. 
Obiectul prezintă o orbită caracterizată de o semiaxă mare de 2,34281 UAi, o excentricitate de 0,14, o înclinație de 7,09056 ° în raport cu ecliptica.